# Brendan Griffin
Pour les articles homonymes, voir Griffin.
Brendan Griffin, né le 14 mars 1982 à Cork, est un homme politique irlandais, membre du Fine Gael. Il est député de 2011 à 2016 pour la circonscription de Kerry Sud et de 2016 à 2024 pour la circonscription de Kerry. Il est whip en chef adjoint du gouvernement de juillet 2020 à décembre 2022 et ministre d'État chargé du Tourisme et du Sport de 2017 à 2020,,.

## Carrière politique
Griffin est un ancien membre du conseil du comté de Kerry, représentant la zone électorale locale de Dingle de 2009 à 2011.
En 2011, Griffin est sélectionné sur le ticket Fine Gael à Kerry South, avec le député sortant Tom Sheahan. Griffin arrive en tête du scrutin avec 8 808 votes de première préférence, soit plus de trois mille de plus que son collègue du parti qui en a obtenu 5 674.
Aux élections générales de 2016, le Fine Gael obtient un résultat décevant à l'échelle nationale, mais Brendan Griffin améliore son vote de première préférence à 9 674 voix, se classant troisième dans la circonscription combinée de Kerry.
Griffin est nommé ministre d'État au ministère des Transports, du Tourisme et du Sport, chargé du Tourisme et du Sport en 2017. Aux élections générales de février 2020, Griffin est réélu dans le Kerry,. Il est nommé whip en chef adjoint le 15 juillet 2020 et le demeure jusqu'en décembre 2022.
Le 31 janvier 2023, il annonce qu'il ne se présentera pas aux prochaines élections générales.